# Пландерфоніка
Пландерфоніка (англ. plunderphonics) — музичний жанр, в якому треки створюються шляхом семплування впізнаваних музичних творів. Термін ввів композитор Джон Освальд у 1985 році в його есе «Plunderphonics, or Audio Piracy as a Compositional Prerogative», а згодом чітко визначений в анотації до його альбому Grayfolded. Пландерфоніка — це форма звукового колажу. Освальд описує її як референтну та самосвідому практику, яка ставить під сумнів поняття оригінальності та ідентичності.
Хоча поняття пландерфонік-музики широке, на практиці існує багато спільних тем, що використовуються в тому, що зазвичай називають пландерфонікою. Сюди входять важкі семпли освітніх фільмів 1950-х років, репортажі новин, радіопередачі або будь-що з підготовленими вокальними дикторами. Освальд рідко використовував ці матеріали у своїх роботах у цьому жанрі, виняток становить його реп-подібний трек 1975 року «Power».
Розвиток процесу — це коли креативні музиканти беруть оригінальний трек і накладають зверху новий матеріал і звуки, поки оригінальний фрагмент не буде замаскований, а потім видалений, хоча часто з використанням гам і бітів. Це студійна техніка, яку використовували такі гурти, як американський експериментальний гурт The Residents (який використовував треки The Beatles) та інші відомі виконавці, зокрема DJ Shadow, 808 State та The Avalanches.